# Euphorbia teskensuensis
Euphorbia teskensuensis là một loài thực vật có hoa trong họ Đại kích. Loài này được Orazova mô tả khoa học đầu tiên năm 1983.